# Ugo Cerletti
Ugo Cerletti (né le 26 septembre 1877 à Conegliano et mort le 25 juillet 1963 à Rome) est un psychiatre et neurologue italien, professeur de psychiatrie à l'université de Rome « La Sapienza ». Il a introduit l'utilisation des électrochocs en psychiatrie.

## Biographie
Après des études médicales à Rome et à Turin, Ugo Cerletti s'est spécialisé en neurologie et en neuropsychiatrie. Cerletti a été plus tard nommé à la tête de l'institut de neuro-psychiatrie de Milan, et en 1924 il fut maître de conférence en neuropsychiatrie à Bari.
En 1928 l'idée d'employer l'électrochoc chez l'Homme est venue du fait qu'on croyait à l'époque qu'il y avait une corrélation entre l'état de grand mal de l'épilepsie et la schizophrénie. Il a également observé des porcs anesthésiés par l'électrochoc avant d'être envoyés à la boucherie, à Rome.
Cerletti a utilisé la méthode pour la première fois chez un patient schizophrène ayant des hallucinations et confusion, en avril 1938, en collaboration avec Lucio Bini. Il a observé qu'une série d'électrochocs permettait au patient d'avoir un état normal.
Cette méthode traitement de décharge électrique a été très utilisé dans les hôpitaux psychiatriques. Son abus dans le passé a contribué à son image négative.
Aujourd'hui son utilisation connue sous le nom de sismothérapie n'est indiqué que dans les accès de mélancolie grave.
En tant que psychiatre et neurologue, Cerletti a édité 113 publications au sujet de la maladie d'Alzheimer, des troubles neurologiques ou encore de la syphilis. En 1950, il reçoit un titre honorifique par la Sorbonne.